# Saint-Jean-Saint-Gervais
Saint-Jean-Saint-Gervais är en kommun i departementet Puy-de-Dôme i regionen Auvergne-Rhône-Alpes i centrala Frankrike. Kommunen ligger i kantonen Jumeaux som tillhör arrondissementet Issoire. År 2022 hade Saint-Jean-Saint-Gervais 127 invånare.

## Befolkningsutveckling
Antalet invånare i kommunen Saint-Jean-Saint-Gervais
| Referens: INSEE |